# Silberdollar-Eukalyptus
Der Silberdollar-Eukalyptus (Eucalyptus cordata) ist eine Pflanzenart innerhalb der Familie der Myrtengewächse (Myrtaceae). Sie kommt ausschließlich in Tasmanien vor und wird dort „Silver Gum“ oder „Heart-leaved Silver Gum“ genannt.

## Beschreibung

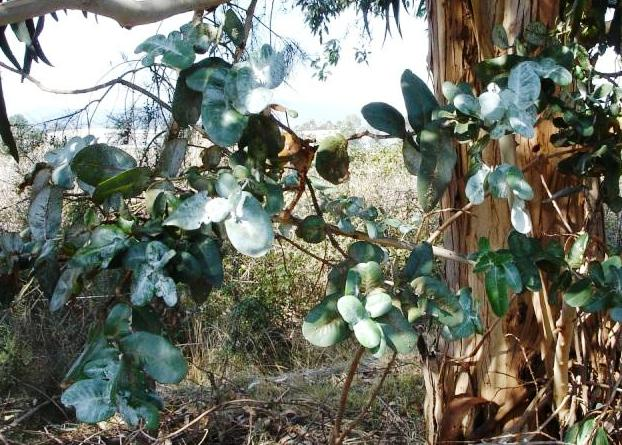
Laubblätter an Jungpflanze

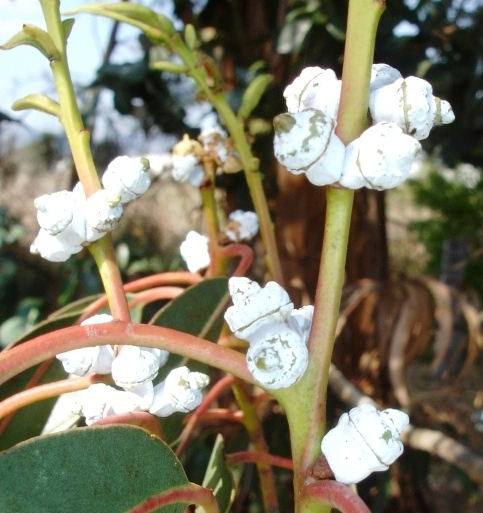
Blütenknospen

### Erscheinungsbild und Blatt
Eucalyptus cordata wächst als Baum oder  wächst in der Wuchsform der Mallee-Eukalypten, dies ist eine Wuchsform, die mehr strauchförmig als baumförmig ist, es sind meist mehrere Stämme vorhanden, die einen Lignotuber ausbilden, der Wuchshöhen von 10 bis über 25 Meter erreicht. Die glatte Borke ist weiß, grau, grün oder gelb, oft auch mit grünen oder purpurfarbenen Flecken. Öldrüsen gibt es sowohl in der Borke als auch im Mark. Der Stammdurchmesser erreicht über 75 Zentimeter.
Bei Eucalyptus cordata liegt Heterophyllie vor. Die gegenständigen, sitzenden Laubblätter an mittelalten Exemplaren sind eiförmig bis rund oder herzförmig, ganzrandig und matt grau-grün oder silbrig grau. Die Blattstiele an erwachsenen Exemplaren sind schmal abgeflacht oder kanalförmig. Die einfarbig matt grau-grünen Blattspreiten an erwachsenen Exemplaren sind lanzettlich, relativ dick, mit gerundem oder ausgerandetem oberen Ende und verjüngent sich zur Basis hin. Die kaum erkennbaren Seitennerven gehen in einem sehr spitzen Winkel vom Mittelnerv ab. Die Keimblätter Kotyledonen sind nierenförmig.

### Blütenstand, Blüte und Frucht
Seitenständig auf einem bei einem Durchmesser von bis zu 3 mm stark abgeflachten oder kantigen Blütenstandsschaft steht ein einfacher Blütenstand, der nur drei Blüten enthält.
Die blaugrün bemehlte oder bereifte Blütenknospe ist verkehrt-eiförmig. Die zwittrige Blüte ist radiärsymmetrisch mit doppelter Blütenhülle und weiß oder cremefarben. Die Kelchblätter bilden eine Calyptra, die früh abfällt. Die glatte Calyptra ist becher-, halbkugel- oder schnabelförmig und so lang sowie so breit wie der glatte oder gerippte Blütenbecher (Hypanthium).
Die Frucht ist kugelig oder halbkugelig. Der Diskus ist eingedrückt und die Fruchtfächer sind eingeschlossen.

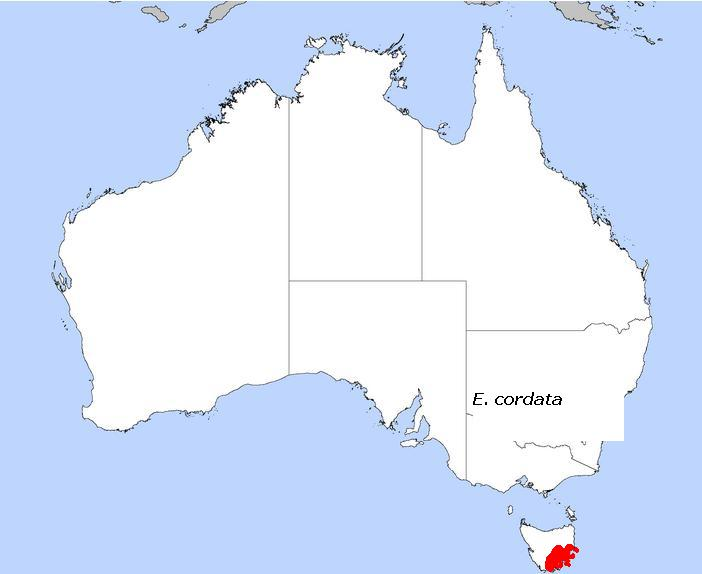
Verbreitungsgebiet

## Vorkommen
Der Silberdollar-Eukalyptus wächst an sonnigen Standorten auf sauren Böden, Lehmböden oder sandigen Lehmböden. Er kommt ausschließlich im Süden und Osten Tasmaniens vor, um Hobart, am Fuß des Mount Wellington und in der Nähe des „Prossers Sugarloaf“.

## Taxonomie
Die Erstbeschreibung von Eucalyptus cordata erfolgte 1806 durch den französischen Botaniker Jacques Julien Houtou de Labillardière in „Novae Hollandiae Plantarum Specimen“, Volume 2, S. 13. Das Typusmaterial weist die Beschriftung „in capite Van-Diemen“ auf. Das Artepitheton cordata ist vom lateinischen Wort cordis für Herz abgeleitet und verweist auf die herzförmigen Laubblätter bei jungen und mittelalten Exemplaren.
Es gibt zwei Unterarten von Eucalyptus cordata:
- Eucalyptus cordata Labill. subsp. cordata
- Eucalyptus cordata subsp. quadrangulosa D.Nicolle, B.M.Potts & McKinnon

Es gibt eine natürliche Hybride von Eucalyptus cordata mit Eucalyptus globulus.

## Nutzung
Der Silberdollar-Eukalyptus wird als Zierpflanze in Parks und Gärten verwendet.